# París-Niça 1980
La París-Niça 1980 fou la 38a edició de la París-Niça. És un cursa ciclista que es va disputar entre el 5 i el 12 de març de 1980. La cursa fou guanyada pel francès Gilbert Duclos-Lassalle, de l'equip Peugeot-Esso-Michelin, per davant dels corredors del conjunt TI-Raleigh-Creda Stefan Mutter i Gerrie Knetemann. Tommy Prim s'emportà la classificació de la muntanya, Daniel Willems guanyà la regularitat, Stefan Mutter fou el millor jove i el conjunt Peugeot-Esso-Michelin guanyà la classificació per equips.

## Participants
En aquesta edició de la París-Niça hi preneren part 126 corredors dividits en 16 equips: Peugeot-Esso-Michelin, TI-Raleigh-Creda, Bianchi-Piaggio, IJsboerke-Warncke, DAF Trucks-Lejeune, Teka, Cilo-Aufina, Miko-Mercier-Vivagel-Volvo, La Redoute-Motobécane, HB Alarmsystemen, Puch-Sem, Renault-Gitane, San Giacomo-Benetto, Marc-Carlos-V.R.D., Safir-Ludo i Amis du Tour. La prova l'acabaren 58 corredors.

## Resultats de les etapes
| Etapes              | Data       | Recorregut                            | Km     | Vencedor d'etapa       | Líder de la general     |
| ------------------- | ---------- | ------------------------------------- | ------ | ---------------------- | ----------------------- |
| Pròleg              | 5 de març  | Issy-les-Moulineaux (CRI)             | 4.3 km | Gerrie Knetemann       | Gerrie Knetemann        |
| 1a etapa, 1r sector | 6 de març  | Barbizon-Nemours (CRE)                | 32 km  | Bianchi-Piaggio I      | Knut Knudsen            |
| 1a etapa, 2n sector | 6 de març  | Nemours-Auxerre                       | 116 km | Jan Raas               | Knut Knudsen            |
| 2a etapa            | 7 de març  | Auxerre-Château Chinon                | 187 km | Tommy Prim             | Tommy Prim              |
| 3a etapa            | 8 de març  | Château Chinon-Villefranche-sur-Saône | 187 km | Noël Dejonckheere      | Tommy Prim              |
| 4a etapa            | 9 de març  | Villefranche-sur-Saône-Sant-Etiève    | 131 km | Pierre Bazzo           | Gilbert Duclos-Lassalle |
| 5a etapa            | 10 de març | Sant-Etiève-Villard-de-Lans           | 185 km | Klaus-Peter Thaler     | Gilbert Duclos-Lassalle |
| 6a etapa            | 11 de març | Digne-les-Bains-Mandelieu-la-Napoule  | 143 km | Jean-Luc Vandenbroucke | Gilbert Duclos-Lassalle |
| 7a etapa, 1r sector | 12 de març | Mandelieu-la-Napoule-Niça             | 57 km  | Rik van Linden         | Gilbert Duclos-Lassalle |
| 7a etapa, 2n sector | 12 de març | Niça-Coll d'Èze (CRI)                 | 11 km  | Gerrie Knetemann       | Gilbert Duclos-Lassalle |

## Etapes

### Pròleg
5-03-1980. Issy-les-Moulineaux, 4.3 km. CRI
|   | Ciclista         | Equip             | Temps  |
| - | ---------------- | ----------------- | ------ |
| 1 | Gerrie Knetemann | TI-Raleigh-Creda  | 5' 53" |
| 2 | Daniel Willems   | IJsboerke-Warncke | + 5"   |
| 3 | Knut Knudsen     | Bianchi-Piaggio   | + 10"  |

### 1a etapa, 1r sector
6-03-1980. Barbizon-Nemours, 32 km. (CRE)
Cada equip es divideix en dos grups de quatre corredors.
|   | Equip               | Temps    |
| - | ------------------- | -------- |
| 1 | Bianchi-Piaggio I   | 42' 55"  |
| 2 | TI-Raleigh-Creda I  | + 22"    |
| 3 | TI-Raleigh-Creda II | + 1' 17" |

### 1a etapa, 2n sector
6-03-1980. Nemours-Auxerre, 116 km.
|   | Ciclista          | Equip              | Temps      |
| - | ----------------- | ------------------ | ---------- |
| 1 | Jan Raas          | TI-Raleigh-Creda   | 3h 26' 25" |
| 2 | Rik van Linden    | DAF Trucks-Lejeune | m. t.      |
| 3 | Noël Dejonckheere | Teka               | m. t.      |

### 2a etapa
7-03-1980. Auxerre-Château Chinon 187 km.
Onze corredors, entre els quals està el campió del món Jan Raas, són expulsats de la cursa a l'intentar provocar una vaga general dintre del pilot. Es queixen que la direcció no neutralitzi part de l'etapa malgrat les carreteres gelades. Quaranta-tres corredors arriben a meta amb més de 30' perduts respecte als primers com a senyal de protesta i són multats amb 200 francs suïssos.
|   | Ciclista         | Equip                      | Temps      |
| - | ---------------- | -------------------------- | ---------- |
| 1 | Tommy Prim       | Bianchi-Piaggio            | 5h 00' 58" |
| 2 | Godi Schmutz     | Cilo-Aufina                | m. t.      |
| 3 | Sven-Åke Nilsson | Miko-Mercier-Vivagel-Volvo | m. t.      |

### 3a etapa
8-03-1980. Château Chinon-Villefranche-sur-Saône 187 km.
|   | Ciclista           | Equip             | Temps      |
| - | ------------------ | ----------------- | ---------- |
| 1 | Noël Dejonckheere  | Teka              | 4h 44' 27" |
| 2 | Daniel Willems     | IJsboerke-Warncke | m. t.      |
| 3 | Klaus-Peter Thaler | Teka              | m. t.      |

### 4a etapa
9-03-1980. Villefranche-sur-Saône-Sant-Etiève, 131 km.
La neu, el gel, el fred i un vent glacial fan que aquesta etapa decideixi la París-Niça. Duclos-Lassalle aconsegueix el suficient avantatge per emportar-se la prova.
La direcció de carrera elimina el fora de control. Això salva a Bernard Hinault que perd més de 45', en part, per haver-se aturat a escalfar els seus guants en el tub d'escapament d'una moto.
Abandonen 27 corredors durant el transcurs de la prova.
|   | Ciclista                | Equip                 | Temps      |
| - | ----------------------- | --------------------- | ---------- |
| 1 | Pierre Bazzo            | La Redoute-Motobécane | 3h 32' 27" |
| 2 | Gilbert Duclos-Lassalle | Peugeot-Esso-Michelin | m. t.      |
| 3 | Jacques van Meer        | HB Alarmsystemen      | m. t.      |

### 5a etapa
10-03-1980. Sant-Etiève-Villard-de-Lans, 185 km.
|   | Ciclista           | Equip             | Temps      |
| - | ------------------ | ----------------- | ---------- |
| 1 | Klaus-Peter Thaler | Teka              | 4h 57' 50" |
| 2 | Daniel Willems     | IJsboerke-Warncke | m. t.      |
| 3 | Gerrie Knetemann   | TI-Raleigh-Creda  | m. t.      |

### 6a etapa
11-03-1980. Digne-les-Bains-Mandelieu-la-Napoule, 143 km.
|   | Ciclista               | Equip                 | Temps      |
| - | ---------------------- | --------------------- | ---------- |
| 1 | Jean-Luc Vandenbroucke | La Redoute-Motobécane | 3h 48' 49" |
| 2 | Rudy Pevenage          | IJsboerke-Warncke     | + 2' 38"   |
| 3 | Charly Berard          | Puch-Sem              | + 3' 22"   |

### 7a etapa, 1r sector
12-03-1980. Mandelieu-la-Napoule-Niça, 57 km.
|   | Ciclista       | Equip                 | Temps      |
| - | -------------- | --------------------- | ---------- |
| 1 | Rik van Linden | DAF Trucks-Lejeune    | 3h 31' 58" |
| 2 | Daniel Willems | IJsboerke-Warncke     | m. t.      |
| 3 | Guy Sibile     | Peugeot-Esso-Michelin | m. t.      |

### 7a etapa, 2n sector
12-03-1980. Niça-Coll d'Èze, 11 km. CRI
|   | Ciclista         | Equip                 | Temps   |
| - | ---------------- | --------------------- | ------- |
| 1 | Gerrie Knetemann | TI-Raleigh-Creda      | 20' 28" |
| 2 | Michel Laurent   | Peugeot-Esso-Michelin | + 18"   |
| 3 | Tommy Prim       | Bianchi-Piaggio       | + 29"   |

## Classificacions finals

### Classificació general[1]
|    | Ciclista                | Equip                      | Temps       |
| -- | ----------------------- | -------------------------- | ----------- |
| 1  | Gilbert Duclos-Lassalle | Peugeot-Esso-Michelin      | 30h 18' 55" |
| 2  | Stefan Mutter           | TI-Raleigh-Creda           | + 3' 02"    |
| 3  | Gerrie Knetemann        | TI-Raleigh-Creda           | + 3' 46"    |
| 4  | Tommy Prim              | Bianchi-Piaggio            | + 4' 04"    |
| 5  | Silvano Contini         | Bianchi-Piaggio            | + 4' 50"    |
| 6  | Knut Knudsen            | Bianchi-Piaggio            | + 5' 09"    |
| 7  | Henk Lubberding         | TI-Raleigh-Creda           | + 5' 46"    |
| 8  | Jean-Luc Vandenbroucke  | La Redoute-Motobécane      | + 6' 36"    |
| 9  | Pierre Bazzo            | La Redoute-Motobécane      | + 7' 17"    |
| 10 | Sven-Åke Nilsson        | Miko-Mercier-Vivagel-Volvo | + 7' 24"    |

## Evolució de les classificacions
| Etapa (Vencedor)                        | Classificació general   |
| --------------------------------------- | ----------------------- |
| 0Pròleg (Gerrie Knetemann)              | Gerrie Knetemann        |
| 0Etapa 1, 1r sector (Bianchi-Piaggio I) | Knut Knudsen            |
| 0Etapa 1, 2n sector (Jan Raas)          | Knut Knudsen            |
| 0Etapa 2 (Tommy Prim)                   | Tommy Prim              |
| 0Etapa 3 (Noël Dejonckheere)            | Tommy Prim              |
| 0Etapa 4 (Pierre Bazzo)                 | Gilbert Duclos-Lassalle |
| 0Etapa 5 (Klaus-Peter Thaler)           | Gilbert Duclos-Lassalle |
| 0Etapa 6 (Jean-Luc Vandenbroucke)       | Gilbert Duclos-Lassalle |
| 0Etapa 7, 1r sector (Rik van Linden)    | Gilbert Duclos-Lassalle |
| 0Etapa 7, 2n sector (Gerrie Knetemann)  | Gilbert Duclos-Lassalle |